# Gouray
Le Gouray foi uma antiga comuna francesa na região administrativa da Bretanha, no departamento Côtes-d'Armor. Estendia-se por uma área de 30,45 km². Em 2010 a comuna tinha 1 219 habitantes (densidade: 40 hab./km²).
Em 1 de janeiro de 2016, passou a formar parte da nova comuna de Le Mené.